# امسوورث
latitudeامسوورثlongitudeامسوورث
امسوورث (به انگلیسی: Emsworth) یک شهرک در بریتانیا است که در انگلستان واقع شده‌است.

## خصوصیات
امسوورث ۹٬۷۳۷ نفر جمعیت دارد.